# Pozitronová emisní tomografie

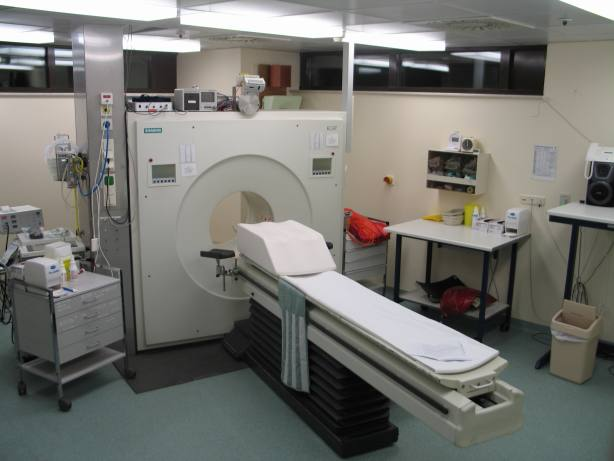
Přístroj PET

Pozitronová emisní tomografie (PET) je lékařská zobrazovací metoda, která spadá do oboru nukleární medicína. Principem metody je lokalizace místa vzniku fotonů γ, které v těle vznikají při anihilaci pozitronů uvolněných podanou radioaktivní látkou (radiofarmakem) a elektronů. Detekce uvolněných fotonů je uspořádána tak, že je možná trojrozměrná rekonstrukce aktivity radiofarmaka v těle. PET tedy nezobrazuje ani tak anatomickou strukturu, jako spíše ochotu konkrétní tkáně vychytávat příslušné radiofarmakum. V dnešní době je metoda kombinována s výpočetní tomografií (PET/CT) nebo magnetickou rezonancí (PET/MRI) pro přesnější anatomickou lokalizaci metabolických změn. V preklinickém výzkumu existují obdobné přístroje pro zobrazování na myších a potkanech označované jako microPET/CT.

## Historie
S myšlenkou pozitronové emisní tomografie přišli David Kuhl a Roy Edwards na konci 50. let 20. století. První experimentální PET přístroje byly vyrobeny v University of Pennsylvania. Další rozvoj tomografických metod ovlivnili Michel Ter-Pogossian, Michael E. Phelps a další pracovníci Washington University School of Medicine
V 70. letech 20. století Tatsuo Ido v Brookhaven National Laboratory popsal syntézu 18F-FDG (18-fluordeoxyglukóza), která je dodnes nejčastěji používaným radioizotopem v PET. Tato sloučenina byla v srpnu 1976 podána dvěma dobrovolníkům. Obraz mozku pořízený klasickou metodikou (nikoliv PET scanner) ukázal kumulaci FDG v mozku.
K zavedení PET do praxe došlo v devadesátých letech po zdokonalení výpočetní techniky.

### Česká republika
Dne 25. 8. 1999 bylo v pražské nemocnici Na Homolce provedeno první PET vyšetření v Česku. 3. 6. 2003 bylo provedeno v téže nemocnici první hybridní (kombinované) vyšetření PET a CT současně.

## Princip vyšetření
Pacientovi je před vyšetřením podáno radiofarmakum s velmi krátkým poločasem rozpadu. U PET se využívá radiofarmak, jejichž součástí jsou  radionuklidy, které při beta+ rozpadu produkují pozitrony. 
Pozitron po svém vzniku záhy anihiluje s elektronem, kterých se v těle z pochopitelných důvodů nachází dostatek. K anihilaci dochází řádově v nanosekundách, během kterých stihne od místa vzniku urazit nejvýše několik málo milimetrů. Pozitron i elektron zaniká a z místa anihilace odlétají v přímém úhlu dva fotony záření γ, každý s energií 511 keV. Detektory jsou umístěny na prstenci kolem pacienta a detekují takto vzniklé fotony. Detektory jsou v tzv. koincidenčním zapojení. To znamená, že jako detekce je zaznamenán pouze současný záchyt dvou fotonů vylétajících z těla pacienta. Toto opatření na jedné straně snižuje šum a na straně druhé umožňuje vést rovinou detekčního prstence přímku, na které došlo k rozpadu radiofarmaka. Z velkého množství takto detekovaných přímek lze zrekonstruovat aktivitu v jednotlivých bodech roviny procházející detekčním prstencem, tedy získat tomografický řez tělem pacienta.

### Radiofarmaka
Radionuklidy užívané při PET vyšetření jsou uhlík-11 (poločas rozpadu ~20 min), dusík-13 (poločas rozpadu ~10 min), kyslík-15 (poločas rozpadu ~2 min), a fluor-18 (poločas rozpadu ~110 min). Z těchto radionuklidů se syntetizují látky tělu vlastní, např. glukóza nebo voda, a podávají se pacientovi. V principu lze syntetizovat i molekuly složitější, například molekuly léků, a po jejich podání sledovat jejich osud v těle (tzv. drug tracking), ovšem tato metoda má význam spíše ve výzkumu.
Nejčastěji používaným radiofarmakem je 18-fluordeoxyglukóza (18F-FDG), tedy molekula, která se od normální glukózy liší tím, že je kyslík na pozici 2' nahrazen izotopem 18 fluoru. Molekula se chová téměř stejně jako molekula glukózy, takže je z velké části vychytávána buňkami tím více, čím vyšší je jejich metabolismus. V těchto buňkách se akumuluje a radioizotop fluoru se rozpadá podle rovnice:
 18
9 F →  18
8 O + e+ + νe
Rozpadem tedy vzniká glukóza, kterou tělo zpracuje obvyklým způsobem, byť obsahuje těžší izotop kyslíku.

## Využití
Vyšetření PET se používají hlavně v neurologii, onkologii a kardiologii.